# Campionati del mondo di ciclismo su pista 2014 - Inseguimento individuale femminile
La gara inseguimento individuale femminile ai Campionati del mondo di ciclismo su pista 2014 si svolse il 28 febbraio 2014. La vittoria andò alla britannica Joanna Rowsell.
Partenza con 15 atlete le quali tutte completarono la gara. 
Tutte le manche si svolsero sulla distanza di 3000 mt. con partenza da fermo.

## Podio
| Pos.    | Atleta         | Nazionalità   |
| ------- | -------------- | ------------- |
| Oro     | Joanna Rowsell | Gran Bretagna |
| Argento | Sarah Hammer   | Stati Uniti   |
| Bronzo  | Amy Cure       | Australia     |

## Risultati

### Qualifiche
I migliori due tempi si qualificano alla finale per l'oro, il terzo e il quarto tempo si qualificano alla finale per il bronzo.
| Posizione | Atleta                    | Nazione       | Tempo    | Note |
| --------- | ------------------------- | ------------- | -------- | ---- |
| 1         | Sarah Hammer              | Stati Uniti   | 3:29.711 | Q    |
| 2         | Joanna Rowsell            | Gran Bretagna | 3:30.610 | Q    |
| 3         | Amy Cure                  | Australia     | 3:30.895 | q    |
| 4         | Hanna Solovej             | Ucraina       | 3:33.244 | q    |
| 5         | María Luisa Calle         | Colombia      | 3:37.576 |      |
| 6         | Caroline Ryan             | Irlanda       | 3:37.847 |      |
| 7         | Eugenia Bujak             | Polonia       | 3:38.138 |      |
| 8         | Leire Olaberria           | Spagna        | 3:40.069 |      |
| 9         | Elinor Barker             | Gran Bretagna | 3:41.609 |      |
| 10        | Ruth Winder               | Stati Uniti   | 3:42.908 |      |
| 11        | Els Belmans               | Belgio        | 3:43.330 |      |
| 12        | Beatrice Bartelloni       | Italia        | 3:43.577 |      |
| 13        | Lotte Kopecky             | Belgio        | 3:43.921 |      |
| 14        | Yudelmis Domínguez        | Cuba          | 3:45.293 |      |
| 15        | Maria Giulia Confalonieri | Italia        | 3:48.166 |      |

### Finali
| Posizione            | Atleta         | Nazione       | Tempo    | Gap    |
| -------------------- | -------------- | ------------- | -------- | ------ |
| Finale per l'oro     |                |               |          |        |
| 1                    | Joanna Rowsell | Gran Bretagna | 3:30.318 |        |
| 2                    | Sarah Hammer   | Stati Uniti   | 3:31.535 | +1.217 |
| Finale per il bronzo |                |               |          |        |
| 3                    | Amy Cure       | Australia     | 3:36.174 |        |
| 4                    | Hanna Solovej  | Ucraina       | 3:37.003 | +0.829 |